# Marie Windsor
Marie Windsor (Marysvale, Utah, 11 de dezembro de 1919 – Beverly Hills, Califórnia, 10 de dezembro de 2000) foi uma atriz norte-americana, conhecida como a "Rainha dos Filmes B".

## Vida e carreira
Nascida em uma comunidade rural, aos 17 anos Marie já estudava na Universidade Brigham Young, onde ficou dois anos. Em 1940,o prêmio de um concurso radiofônico de uma emissora de Salt Lake City permitiu-lhe matricular-se como aluna de arte dramática da atriz Maria Ouspenskaya, em Nova Iorque. Estreou em Hollywood no ano seguinte na comédia musical Pândega Universitária (All American Co-Ed), em papel não creditado. Até 1948, participou sem créditos de mais de duas dúzias de filmes, entre eles Os Três Mosqueteiros (The Three Musketeers, 1948), estrelado por Gene Kelly.
A sorte de Marie começou a mudar com A Força do Mal (Force of Evil, 1948), ao lado de John Garfield. A partir daí, ainda que nunca atingisse o estrelato, consolidou-se como atriz coadjuvante de prestígio, sempre requisitada pelos estúdios. Foi principalmente prostituta, vigarista, adúltera, presidiária, aventureira, fora-da-lei, dona de bordel, garota de saloon etc em filmes B como Posto Avançado em Marrocos (Outpost in Morocco, 1949), Cidade Que Não Dorme (The City That Never Sleeps, 1953), Mulheres do Pântano (Swamp Women, 1956) e A Vergonha de Ser Profana (The Unholy Wife, 1957).
Participou de muitos faroestes, sejam de baixo orçamento, (Destino Violento/The Parson and the Outlaw, 1957, com Anthony Dexter), sejam produções mais bem cuidadas, como Latigo, O Pistoleiro (Support Your Local Gunfighter, 1971), com James Garner. Em Cahill, O Xerife do Oeste (Cahill, United States Marshall, 1973), foi a viúva apaixonada por John Wayne, um de seus raros personagens simpáticos.
Na televisão, onde trabalhou com regularidade desde a década de 1950, atuou não só em filmes (O Caçador/The Manhunter, 1974) mas também em muitas séries famosas, como convidada: Hawaii Five-O (Havaí Cinco-0, no Brasil), Charlie's Angels (As Panteras), Murder, She Wrote (Assassinato por Escrito), Gunsmoke, Fantasy Island (A Ilha da Fantasia), The Incredible Hulk (O Incrível Hulk), Bonanza e um longo etc.
Apesar de uma filmografia permeada por papéis e produções modestos, pelo menos em três oportunidades Marie mostrou seu talento dramático: primeiramente, no despretensioso porém significativo faroeste Fogo do Inferno (Hellfire, 1949), de R. G. Springsteen, como a complexa malfeitora que é redimida pelo cowboy Bill Elliott, depois no suspense de Richard Fleischer Rumo ao Inferno (The Narrow Margin, 1952), em que faz a viúva de um gângster em perigo e, por último, no clássico de Stanley Kubrick O Grande Golpe (The Killing, 1956), no papel da esposa manipuladora, vil e traiçoeira de Elisha Cook, Jr..
Marie casou-se em 1946 com o bandleader Ted Steele, mas conseguiu a anulação poucos meses depois, porque "ele continuava apaixonado pela ex-mulher, de modo que raramente vivíamos juntos", declarou na ocasião. Somente em 1955 Marie encontraria o homem de sua vida, o corretor imobiliário Jack Hupp, com quem viveu até falecer e com quem teve seu único filho, Richard Rodney.
Os últimos anos da atriz não foram fáceis: após uma cirurgia na coluna, em 1996, ela perdeu os movimentos das pernas. Seguiu-se um longo e pesado programa de fisioterapia, no meio do qual contraiu pneumonia e, logo após, uma infecção que os médicos não conseguiram localizar. Para piorar, seu marido sofria de mal de Parkinson e de um tipo de neuropatia. Com a vida de pernas para o ar, pulando de um quarto de hospital para outro, Marie caiu em profunda depressão, de que só começou a sair quando recebeu autorização para continuar o tratamento em casa. Aos poucos conseguiu ficar de pé e andar com auxílio de uma bengala até que, por fim, recobrou totalmente o movimento dos membros afetados. A essa altura passou a dedicar-se à pintura e à escultura. Faleceu um dia antes de completar 81 anos de idade, por complicações cardíacas.

## Filmografia
Todos os títulos em Português referem-se a exibições no Brasil. Estão listados apenas os filmes em que a atriz recebeu créditos.
| - 1947 A Canção dos Acusados (Song of the Thin Man) - 1948 A Força do Mal (Force of Evil) - 1949 Posto Avançado em Marrocos (Outpost in Morocco) - 1949 Esta Loura É um Demônio (Beautiful Blondie from Bashful Bend) - 1949 Fogo do Inferno (Hellfire) - 1949 Estranha Caravana (The Fighting Kentuckian) - 1950 Fúria Perversa (Double Deal) - 1950 A Bela Lil (Dakota Lil) - 1950 Retribuição (The Showdown) - 1950 O Anjo da Vingança (Frenchie) - 1951 Tufão (Hurricane Island) - 1951 Massacrados (Little Big Horn) - 1951 Two-Dollar Bettor - 1952 A Intrusa (Japanese War Bride) - 1952 Volúpia de Matar (The Sniper) - 1952 Outlaw Women - 1952 Rumo ao Inferno (The Narrow Margin) - 1952 Titãs da Selva (The Jungle) - 1953 Terra Sagrada (The Tall Texan) - 1953 Atalhos do Destino (Trouble Along the Way) - 1953 A Cidade Que Não Dorme (The City That Never Sleeps) - 1953 Gloriosa Consagração (So This Is Love) - 1953 Cat Women of the Moon - 1953 Nas Asas da Fama (The Eddie Cantor Story) - 1954 Um Pedaço do Inferno (Hell's Half Acre) - 1954 Feras Humanas (The Bounty Hunter) - 1955 Abbott e Costello Caçando Múmias no Egito (Abbott and Costello Meet the Mummy) - 1955 Mulher Sem Alma (No Man's Woman) - 1955 The Silver Star | - 1956 Two-Gun Lady - 1956 O Grande Golpe (The Killing) - 1956 Mulheres do Pântano (Swamp Women) - 1957 A Vergonha de Ser Profana (The Unholy Wife) - 1957 A Garota das Meias Pretas (The Girl in Black Stockings) - 1957 A História da Humanidade (The Story of Mankind) - 1957 Destino Violento (The Parson and the Outlaw) - 1957 Feitiço Tropical (Island Women) - 1958 Na Fúria de uma Sentença (Day of the Badman) - 1961 Paradise Alley - 1963 Tormentas do Matrimônio (Critic's Choice) - 1964 Os Briguentos (Mail Order Bride) - 1964 The Day Mars Invaded Earth - 1964 Dois Farristas Irresistíveis (Bedtime Story) - 1966 Um Casamento Macabro (Chamber of Horrors) - 1969 Basta, Eu Sou a Lei (The Good Guys and the Bad Guys) - 1970 Mulheres Marcadas (Wild Women); TV - 1971 Latigo, O Pistoleiro (Support Your Local Gunfighter) - 1971 Em Liberdade Para Matar (One More Train to Rob) - 1973 Cahill, O Xerife do Oeste (Cahill U.S. Marshal) - 1974 O Caçador (Manhunter); TV - 1974 A Quadrilha (The Outfit) - 1975 Do Oeste Para a Fama (Hearts of the West) - 1976 Um Dia Muito Louco (Freaky Friday) - 1979 Salem's Lot; TV - 1980 The Perfect Woman; TV - 1981 Lovely But Deadly - 1985 J.O.E. and the Colonel; TV - 1987 Esquadrão Suicida (Commando Squad) |